# Tygelsjö-Gessie
Tygelsjö-Gessie este o arie protejată (arie specială de conservare — SAC, sit de importanță comunitară — SCI) din Suedia întinsă pe o suprafață de 1.159,4 ha, integral pe uscat.

## Localizare
Centrul sitului Tygelsjö-Gessie este situat la coordonatele 55°29′57″N 12°55′13″E / 55.4991°N 12.9204°E.

## Înființare
Situl Tygelsjö-Gessie a fost declarat sit de importanță comunitară în ianuarie 2002 pentru a proteja un număr necunoscut de specii din flora spontană și fauna sălbatică aflate în arealul zonei. Situl a fost protejat și ca arie specială de conservare în martie 2011.

## Biodiversitate
Situată în ecoregiunile continentală și marină baltică, aria protejată conține 6 habitate naturale: Vegetație anuală la limita mareei, Pășuni atlantice udate de apa mării (Glauco-Puccinellietalia maritimae), Salicornia și alte specii anuale care populează regiunile mlăștinoase și nisipoase, Terase mlăștinoase și terase nisipoase neacoperite de apă la reflux, Bancuri de nisip acoperite în permanență slab de apă marină, Recifuri.
La baza desemnării sitului se află un număr nedeclarat de specii protejate.
Pe lângă speciile protejate, pe teritoriul sitului au mai fost identificate 2 specii de amfibieni.